# جهة الدار البيضاء سطات
جهة الدار البيضاء سطات هي إحدى الجهات 12 المغربية، الناتجة عن التقسيم الجهوي لسنة 2015. وهي القطب الاقتصادي الأول في المغرب، يحدها شمالا جهة الرباط سلا القنيطرة وشرقا جهة بني ملال خنيفرة وجنوبا جهة مراكش آسفي وغربا المحيط الأطلسي، تتمتع بكتافة سكانية معتبرة خصوصا قلب الجهة مدينة الدار البيضاء حيث يبلغ عدد السكان 6 ملايين و800 ألف شخص، تحوي على أكبر ميناء للتصدير والاستيراد وعلى المطار الرئيسي للدخول للمغرب.

## مدن جهة الدار البيضاء سطات
| الشعار | المدينة          | صورة             | الإقليم/العمالة     | المساحة (كلم²) | عدد السكان (2014) | العمدة              | الموقع                          |
| ------ | ---------------- | ---------------- | ------------------- | -------------- | ----------------- | ------------------- | ------------------------------- |
|        | الدار البيضاء    |                  | عمالة الدار البيضاء | 195.23         | 3,343,642         | نبيلة الرميلي       | 33°35′N 7°37′W / 33.59°N 7.62°W |
|        | المحمدية         |                  | عمالة المحمدية      | 35.05          | 207,670           | حسن عنترة           | 33°41′N 7°23′W / 33.68°N 7.38°W |
|        | سطات             |                  | إقليم سطات          | 54.72          | 141,637           | ندية فضمي           | 33°00′N 7°37′W / 33°N 7.61°W    |
|        | الجديدة          |                  | إقليم الجديدة       | 28.10          | 194,934           | جمال بن عربية       | 33°14′N 8°30′W / 33.23°N 8.5°W  |
|        | عين حرودة        | لا توجد صورة حرّة | عمالة المحمدية      | 30.40          | 62,224            | محمد هشاتي          | 33°38′N 7°26′W / 33.63°N 7.44°W |
|        | بن أحمد          |                  | إقليم سطات          | 3.97           | 32,528            | محمد حراري          | 33°38′N 7°26′W / 33.63°N 7.44°W |
|        | البروج           | لا توجد صورة حرّة | إقليم سطات          | 11.33          | 19,229            | مصطفى الزهواني      | 32°30′N 7°12′W / 32.5°N 7.2°W   |
|        | لولاد            | لا توجد صورة حرّة | إقليم سطات          | 4.42           | 6,049             | عبد الله الفاتحي    | 32°59′N 7°08′W / 32.98°N 7.13°W |
|        | أولاد امراح      | لا توجد صورة حرّة | إقليم سطات          | 7.45           | 8,697             | عبد الرحيم الدنكير  | 32°54′N 7°16′W / 32.90°N 7.26°W |
|        | برشيد            |                  | إقليم برشيد         | 29.18          | 135,733           | عبد الرحيم الكاميلي | 33°16′N 7°35′W / 33.27°N 7.58°W |
|        | الدروة           | لا توجد صورة حرّة | إقليم برشيد         | 20.74          | 36,765            | محمد البوعمري       | 33°25′N 7°32′W / 33.41°N 7.53°W |
|        | الكارة           | لا توجد صورة حرّة | إقليم برشيد         | 9.00           | 11,299            | محمد مكرم           | 33°07′N 7°24′W / 33.11°N 7.40°W |
|        | حد السوالم       |                  | إقليم برشيد         | 75.79          | 20,628            | زين العابدي         | 33°25′N 7°50′W / 33.41°N 7.84°W |
|        | أولاد عبو        | لا توجد صورة حرّة | إقليم برشيد         | 66.31          | 56,138            | العربي دحايني       | 33°07′N 7°56′W / 33.11°N 7.93°W |
|        | سيدي رحال الشاطئ | لا توجد صورة حرّة | إقليم برشيد         | 25.56          | 37,057            | عبد العالي العلوي   | 33°28′N 7°57′W / 33.47°N 7.95°W |
|        | بنسليمان         |                  | إقليم بنسليمان      | 27.74          | 19,853            | محمد جديرة          | 33°37′N 7°07′W / 33.61°N 7.12°W |
|        | بوزنيقة          |                  | إقليم بنسليمان      | 112.54         | 55,815            | محمد كريمين         | 33°47′N 7°09′W / 33.78°N 7.15°W |
|        | المنصورية        | لا توجد صورة حرّة | إقليم بنسليمان      | 73.38          | 13,279            | امبارك عفيري        | 33°44′N 7°17′W / 33.74°N 7.29°W |
|        | سيدي بنور        |                  | إقليم سيدي بنور     | 10.63          | 21,508            | السايسي الحسني      | 32°39′N 8°26′W / 32.65°N 8.43°W |
|        | زمامرة           |                  | إقليم سيدي بنور     | 11.16          | 13,279            | عبد السلام بلقشور   | 32°37′N 8°42′W / 32.62°N 8.70°W |
|        | النواصر          | لا توجد صورة حرّة | إقليم النواصر       | 59.25          | 21,508            | فريد السعداوي       | 33°22′N 7°37′W / 33.36°N 7.61°W |
|        | بوسكورة          |                  | إقليم النواصر       | 140.53         | 100,176           | بوشعيب طه           | 33°26′N 7°38′W / 33.44°N 7.64°W |
|        | دار بوعزة        |                  | إقليم النواصر       | 118.85         | 149,980           | عبد الكريم شكري     | 33°31′N 7°49′W / 33.52°N 7.81°W |
|        | الهراويين        | لا توجد صورة حرّة | إقليم مديونة        | 16.26          | 64,757            | مصطفى صديق          | 33°32′N 7°31′W / 33.54°N 7.52°W |
|        | مديونة           | لا توجد صورة حرّة | إقليم مديونة        | 3.17           | 22,264            | محمد مستاوي         | 33°27′N 7°31′W / 33.45°N 7.51°W |
|        | تيط مليل         | لا توجد صورة حرّة | إقليم مديونة        | 9.68           | 32,782            | الطيب الفشتالي      | 33°33′N 7°29′W / 33.55°N 7.48°W |
|        | أزمور            |                  | إقليم الجديدة       | 4.35           | 40,920            | بدر نور البيت       | 33°17′N 8°20′W / 33.28°N 8.33°W |
|        | البئر الجديد     | لا توجد صورة حرّة | إقليم الجديدة       | 4.29           | 24,136            | مولود السقوقع       | 33°22′N 7°59′W / 33.37°N 7.99°W |

## السكان
تعتبر هذه الجهة الأكثر تعدادا من حيث السكان، حيث وصل عدد السكان إلى 739 861 6 نسمة سنة 2014، أي 20% من إجمالي الساكنة. سكان الجهة عبارة عن خليط من كل سكان وطوائف المغرب يرتكز أغلب السكان على مستوى محور الدار البيضاء وبرشيد والمحمدية والنواصر، حيث تعد نسبة التمدن 73.6% حسب الإحصائيات الاخيرة للمندوبية السامية للتخطيط حول البيانات الاخيرة للإحصاء العام للسكان والسكنى.

## الجغرافيا
تقع هذه الجهة في الشمال الغربي للمملكة. تحدها جنوبا جهة مراكش - أسفي، وشرقا جهتي الرباط - سلا - القنيطرة) وبني ملال - خنيفرة (کما تطل هذه الجهة على المحيط الأطلنطي.

### المناخ
مناخ جهة الدار البيضاء سطات هو محيطي معتدل وممطر في فصل الشتاء ورطب ومعتدل في الصيف مع عدم وجود الصقيع في الشتاء والرطوبة العالية خلال العام. الحد الأدنى لدرجة الحرارة 7 درجات والحد الأقصى 27 درجة.

## الاقتصاد
على الرغم من أن الدار البيضاء هي الأكبر من حيث الصناعية والتجارية والمالية للمملكة، لا تزال الزراعة قطاعا هاما. تتمتع المنطقة بمناخ ملائم ومنطقة زراعية ما يقرب من 350,000 هكتار من 114,000 هكتار من الأراضي في المنطقة. القطاع الزراعي في نواحي الدار البيضاء وسطات لديها فرص كبيرة خصوصا مع الطلب المتزايد في السوق الاستهلاكية والتصديرية، مع تركيز وحدات إنتاج الأغذية الزراعية بها وكذا وجود البنية التحتية الاستراتيجية المساعدة.

### الصناعة
تعتبر جهة الدار البيضاء سطات مركز الصناعة المغربية حيث تضم أقوى التجمعات الصناعية بالمغرب بمدينة برشيد ومدينة الدار البيضاء ومدينة النواصر حيث تلعب هاته المدن الثلاث دورا كبيرا في التشغيل والحد من نسب البطالة بالمغرب .

## الرياضة
تتميز الجهة بقوة أنديتها الرياضية فهي تحتكر البطولة المغربية بأكبر ثمتيلية للفرق تقدر ب 6 فرق من أصل 16 فريقا وهي موزعة كالتالي :
- الوداد البيضاوي ممثلا لمدينة الدار البيضاء
- الرجاء البيضاوي ممثلا لمدينة الدار البيضاء
- شباب المحمدية ممثلا لمدينة المحمدية .
- يوسفية برشيد ممثلا لمدينة برشيد .
- النادي السالمي ممثلا لجماعة السوالم إقليم برشيد .
- الدفاع الحسني الجديدي ممثلا لمدينة الجديدة .

كما تعتبر هاته الفرق من أقوى الفرق بالمغرب ويوسفية برشيد يعتبر شيخ هاته الأندية فهو أقدمها تأسيسا أما أصغرها فهو النادي السالمي , كما تضم ديربيين أقواهم :
- الديربي البيضاوي بين الرجاء والوداد .
- الديربي الحريزي بين اليوسفية والسوالم.

## وصلات خارجية
- البوابة الرسمية لجهة الدار البيضاء-سطات